# Poșta Veche (Belgrad)
Oficiul Poștal Vechi sau Poșta Veche (în sârbă Стара пошта) este o fostă clădire din Belgrad, din Serbia modernă. Situată lângă gara feroviară principală din Belgrad, a fost considerată una dintre cele mai frumoase clădiri și un simboluri al orașului. Construit în stilul renașterii sârbo-bizantine (neobizantin), după planurile lui Momir Korunović⁠(d), oficiul poștal a fost în mare parte distrus de bombardamentele aliate asupra Iugoslaviei în al Doilea Război Mondial și reconstruit mai târziu în 1947 într-un stil funcționalist.

## Localizare
Clădirea este situată chiar la sud de gara feroviară principală din Belgrad, în colțul sudic al Pieței Sava⁠(d), pe strada Savska nr. 2. Este situată în cartierul Bara Venecija⁠(d) sau în extensia extremă de sud a cartierului Savamala⁠(d). Aflată la începutul străzii Savska, se găsește lângă Spitalul Sfântul Sava, în timp ce Monumentul lui Ștefan Nemanja și secțiunea pietonală a Pieței Sava se găsesc la nord-est de Poșta Veche.

## Istorie

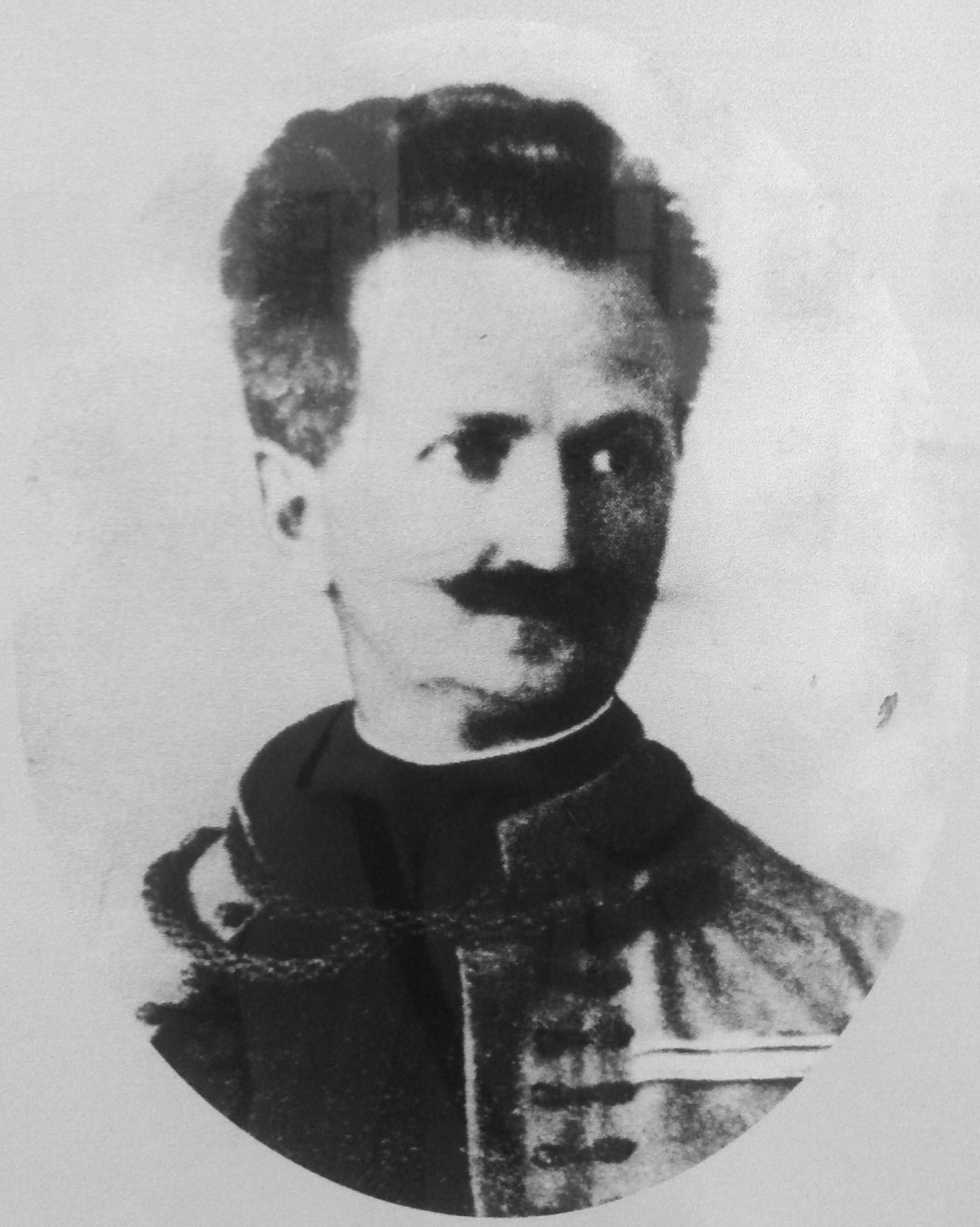
Arhitectul Momir Korunović

### Origine
Construit ca oficiul poștal nr. 2 în anii 1920, a fost construit de arhitectul Momir Korunović, supranumit Gaudi sârb. Datorită fațadei ornamentate extravagante, a fost descrisă ca o „frumusețe arhitecturală” și considerată una dintre cele mai frumoase clădiri din Belgrad, dar fiind și printre cele mai bune lucrări ale lui Korunović. 
La sfârșitul anilor 1930, oficiul poștal nr. 2 din Belgrad era „cel mai mare din Balcani”, cu 700 de angajați. Condițiile de lucru au fost grele: scările și încăperile sunt descrise ca fiind întunecate, angajații „nu-și amintesc când au funcționat lifturile”, cu excepția unui ascensor de marfă. În sala mare de sortare a scrisorilor, „dimineața cu greu se văd oamenii” din cauza prafului și a respirației, nu este suficient personal și au fost frecvente cazuri de tuberculoză. În cursul anului 1935, prin oficiul poștal nr. 2 au trecut 414.779.000 de articole diferite.
Oficiul poștal a fost deteriorat în timpul celui de-Al Doilea Război Mondial și a trebuit reconstruit.

### Reconstrucția din 1947
Cu toate acestea, noile autorități comuniste au considerat fațada ei „prea burgheză”, așa că au îndepărtat rămășițele fațadei și au reconstruit doar arhitectura scheletică de sub ea, care se potrivea stilului realismului socialist care a fost impus de guvern imediat după perioada de război. Ca atare, fațada a fost descrisă drept „scheletică și inestetică”. Arhitectului emigrat ucrainean și informator al OGPU (mai târziu NKVD), Pavel Krat, i s-a dat sarcina de a reduce fațada la stilul socialist realist de bază. El s-a referit la designul lui Korunović ca un „exemplu tipic de utilizare nereușită a moștenirii noastre arhitecturale populare, supraîncărcat cu elemente elegante”. Numele a fost schimbat în Oficiul Poștal nr. 6.   

### Secolul al XXI-lea
Odată cu demararea proiectului Belgrad pe apă (Београд на води) la mijlocul anilor 2010 și cu repararea completă a Pieței Sava (Savamala), au existat semnale din partea orașului și a investitorilor, atât pentru restaurarea fațadei originale, bogate, cât și pentru păstrarea aspectului actual al clădirii. Serviciul poștal național, Poșta Serbia (Pošta Srbije⁠(d)), a anunțat că nu mai are nevoie de clădire, așa că statul, care este proprietarul oficial al obiectului, a decis să-l vândă, prevăzând că ar putea fi transformat într-un hotel. Una dintre condițiile licitației prevede refacerea vechii fațade. În februarie 2020, viceprimarul Goran Vesić a anunțat restaurarea fațadei originale, după ce s-a terminat remodelarea Pieței Sava.
În ciuda afirmațiilor anterioare, în mai 2020 a fost anunțat că Poșta Veche nu va fi restaurată la aspectul ei de dinainte de cel de-al Doilea Război Mondial. Primăria a susținut că reconstrucția completă ar reprezenta un risc financiar, deoarece clădirea și-a pierdut structura inițială. În schimb, concursul de proiectare arhitecturală a fost organizat în 2021, cu sarcina de a încorpora „elementele autentice” ale fațadei originale. Clădirea a fost ultima din linia de proiecte în care administrația orașului a promis că va reconstrui reperele orașului după vechile sale înfățișări, dar în principal le-a renovat (Gara principală din Belgrad, Cooperativa Bancară din Belgrad, Muzeul Național al Serbiei). După reacția publică negativă (care a arătat spre alte orașe care își restaurează reperele precum Berlin, Budapesta sau Varșovia și lipsa unor explicații adecvate de ce reconstrucția nu este o opțiune), urbanistul șef al orașului Marko Stojčić a declarat o lună mai târziu că fațada originală va fi restaurată.
În mai 2021, s-a anunțat că artiștii și alți chiriași din clădirea BIGZ s-ar putea muta în clădire după reconstrucție, dacă orașul decide să o adapteze în centrul cultural. Când a fost semnat contractul pentru Belgrad pe apă în 2015, clădirea oficiilor poștale a fost predată investitorilor din Emiratele Arabe Unite pentru a fi transformată într-o clădire comercială, dar fără obligația investitorului de a reface fațada originală. S-a anunțat un posibil acord cu investitorii pentru a finanța în continuare reconstrucția clădirii în centrul cultural, oferindu-le reduceri de taxe. Până atunci, oficiul poștal a evacuat în mare parte clădirea.
Situația s-a schimbat din nou în iunie 2022, când orașul a anunțat că vechea clădire va fi complet demolată, iar cea nouă, o replică a designului vechi a lui Korunović, va fi construită de la zero. Noua clădire va găzdui Biblioteca Orășenească și scena de seară a Teatrului „Boško Buha”. Construcția va fi finanțată de compania Belgrad pe apă, care o va preda apoi orașului Belgrad. În spatele clădirii va fi construită o parcare mare.
În ianuarie 2023, a fost anunțat că edificiul restaurat va fi deschis la începutul anului 2025. Încă nu s-a decis dacă cei doi pereți exteriori care dau pe strada Savska vor fi păstrați, sau totul va fi demolat și reconstruit integral. Clădirea va forma un complex cu fosta gară, care va fi adaptată ca Muzeul de Istorie al Serbiei, și noi clădiri de școală și grădiniță sunt planificate în spatele oficiului poștal, în cadrul proiectului Belgrad pe apă.

## Galerie
| - Carte poștală cu Poșta Veche din Belgrad - Poșta Veche - Oficiul poștal vechi în timpul iernii - Starea actuală a clădirii |